# Sporting Delta
Sporting Delta is een korfbalvereniging uit de Nederlandse stad Dordrecht.

## Geschiedenis
Sporting Delta is een fusieclub van verschillende oudere verenigingen: DKV werd opgericht op 2 oktober 1951 in Dubbeldam. In 1999 kwam het tot een fusie met twee andere korfbalverenigingen (Quick en TOV).
- T.O.V., van Tot Ons Vermaak
- D.K.V., Dubbeldamse Korfbal Vereniging
- D.K.C. Quick